# Синдхи (народ)
Синдхи, также синды (синдхи سنڌي, सिन्धी) — народ, проживающий, в основном, в исторической области Синд в Пакистане, а также в Индии. Численность — около 60 млн человек.
Синдхи имеют собственный язык — синдхи, большинство исповедует ислам суннитского толка, но также зороастризм, индуизм, сикхизм и христианство. Индийские синдхи — в основном, исповедуют индуизм. После раздела Индии 1947 года и образования Индии и Пакистана большая группа мигрантов-мухаджиров из Индии переселилась в Пакистан, в том числе и в Синд. Также часть индусов, проживавших в Синде, была вынуждена переселиться в Индию.

## История
Один из древнейших народов долины реки Инд. На культуру синдхов некоторое влияние оказали греки и македоняне, саки и белые гунны (эфталиты), арабы, иранские, тюркские, афганские и другие народы, вторгавшиеся на территорию проживания синдхов как завоеватели.

## Культура
Большинство синдхов занимается земледелием, скотоводством и рыболовством, частично занято — в промышленности.
Новый год синдхи отмечают во второй день чайтры.